# American Academy of Actuaries
Amerykańska Akademia Aktuariuszy (ang. The American Academy of Actuaries lub AAA) – organizacja reprezentująca i zrzeszająca amerykańskich aktuariuszy bez względu na specjalizację. Założona w 1965, reprezentuje aktuarialną pozycję w sprawach polityki społecznej a także promuje aktuarialny profesjonalizm. 
Akademia, w 1988, utworzyła niezależne Actuarial Standards Board (lub ASB), mające za zadanie umacnianie zasad praktykowania we wszystkich specjalnościach aktuarialnych. ASB jest upoważnione do wprowadzania i zmiany standardów uprawiania zawodu aktuariusza.
Członkostwo w Akademii jest wymagane przy podpisywaniu opinii aktuarialnej w Stanach Zjednoczonych Ameryki. 
Akademia publikuje wiele opinii dotyczących konkretnych problemów polityki społecznej. Ponieważ organizacja nie jest związana z żadna partią polityczna, opinie te są bezstronne, zgodne z aktuarialną praktyką. 
Akademia wydaje Contingencies, dwumiesięcznik zawierający artykuły omawiające aktualne problemy i zagadnienia związane z zawodem aktuariusza.